# Nyirák Lajos
Nyirák Lajos (Sóskút, 1845. május 2. – Bécs, 1912. január 17.) miniszteri számtanácsos, műfordító.

## Pályája
Miniszteri számtanácsosként dolgozott a kereskedelemügyi minisztériumban 1893-től és a Park-Club titkára volt 1895-től. 1883-től 1893-ig Fiuméban a magyar királyi tengerészeti hatóságának főnöke volt.
Munkatársa volt a Családi Körnek, 1878-83-ig a Pesti Naplónál és Egyetértésnél működött.

## Munkái
- A két fivér. Elb. Hoffmann F. után ford. Budapest, 1875. (és 1893. Budapest).
- Pásztor és bujdosó. Hoffmann F. után ford. Budapest., 1875. (és 1893. Budapest).
- Adjatok hálát Istennek. Elb. Höcker Oszkár után ford. Budapest, 1875. (és 1893. Budapest).
- Nem mindig. Elb. Hoffmann F. után ford. Budapest, 1875.
- Elsárgult levelekből. Elb. Hoffmann F. után ford. Budapest, 1876.
- Legjobb az egyenes út. Elb. Hoffmann F. után ford. Budapest, 1876.
- Makacsság és erős akarat. Elb. Hoffmann F. után ford. Budapest, 1876.
- Testvéredet ne gyülöld. Elb. Höcker Oszkár után ford. Budapest, 1876. (Az 1-8. sz. munkák: Pfeiffer Ferdinand Ifjúsági Könyvtára 2., 6., 7., 13., 22-24. és 26 sz. alatt).
- Huszonöt év előtt. Költemények. Budapest, 1896.